# Abú Simbel

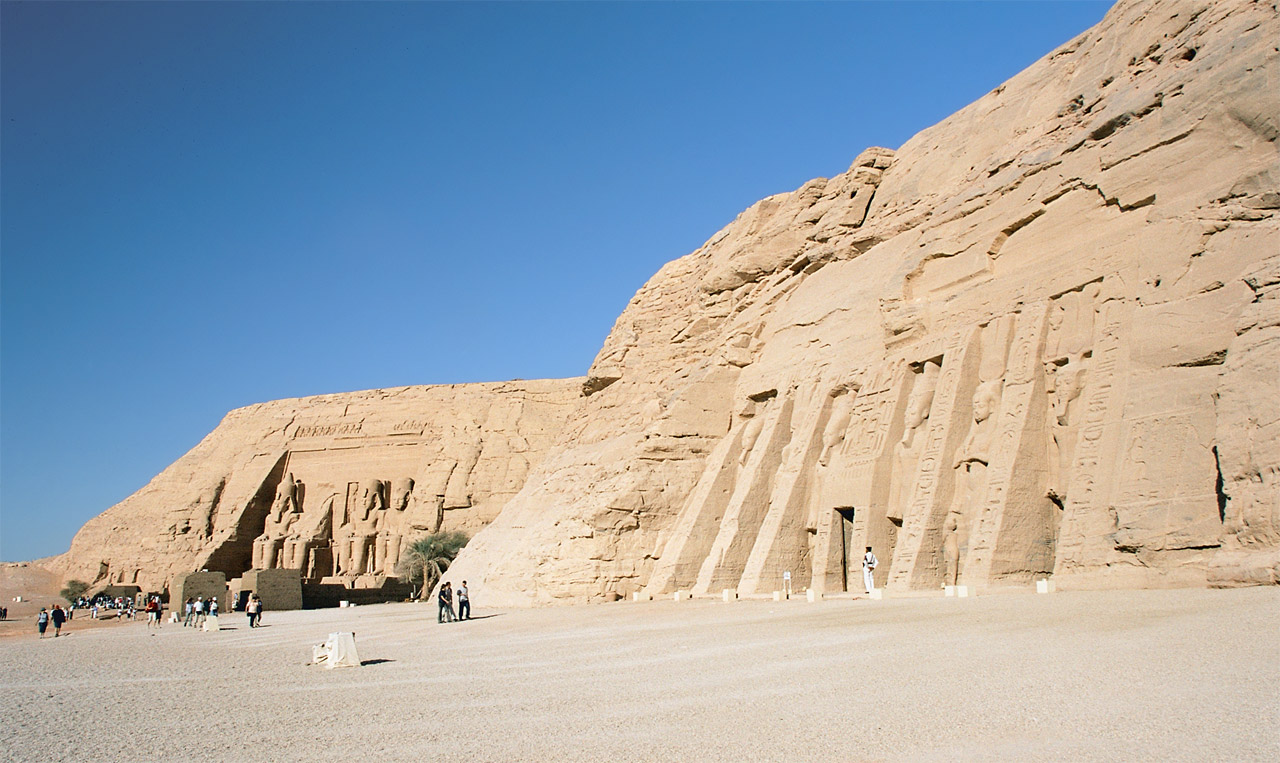
Dvojice chrámů v Abú Simbel

Abú Simbel (arabsky أبو سنبل‎ nebo أبو سمبل‎) je archeologická lokalita na území historické Núbie, dnes v jižním Egyptě, na západním břehu Násirova jezera, asi 290 km jižně od Asuánu. Nacházejí se zde dva starověké egyptské chrámy vytesané do skalního masivu ve 13. století př. n. l. v době vlády třetího panovníka 19. dynastie Ramesse II. Ve své době byly určeny nejen k provozování kultu významných egyptských bohů, ale i samotného krále a jeho oblíbené manželky královny Nefertari.
Na své nynější místo byly přeneseny v letech 1963–1968 v rámci mezinárodní akce UNESCO na záchranu památek Núbie před zatopením budovanou Asuánskou přehradou. V roce 1979 byly zapsány na Seznam světového dědictví UNESCO jako součást Núbijských monumentů mezi Abú Simbelem a Philae nacházejících se poblíž Asuánu. Jsou jedním z nejnavštěvovanějších turistických cílů v Egyptě.

## Velký chrám
Velký chrám neboli Chrám Ramesseho oblíbeného Amonem (Per Ramessu merej Amon) byl zasvěcen bohům Reovi, Ptahovi a bohu-faraonu Ramessemu II. Chrám má východozápadní orientaci, přičemž zadní svatyni se sedícími sochami bohů osvětlují paprsky vycházejícího slunce pouze dvakrát do roka, v době jarní a podzimní  rovnodennosti. 
Ke vstupu do chrámu vede široká rampa a jeho průčelí tvoří čtyři až 22 m vysoké sochy Ramesse II. U jejich nohou jsou vytesány podobizny dalších členů královské rodiny. Severně od soch stála svatyně Slunce, jižně malý chrám Zrození. Nad vstupem do chrámu je do skály vytesána socha boha Ré-Harachteje (boha slunce Re po splynutí s Horem). Po obou stranách sochy je reliéf panovníka obětujícího bohu.
Uvnitř chrámu se vstupuje do Velké pilířové síně s osmi pilíři ve dvou řadách. Na stěnách dominují vyobrazení vojenských tažení Ramesse II., včetně bitvy u Kadeše. Následuje Malá pilířová síň se čtyřmi pilíři. Dlouhou osu chrámu ukončuje zadní svatyně se sochami sedících bohů, jimž byl chrám zasvěcen.

## Malý chrám
Malý chrám byl zasvěcen bohyni Hathor a faraónově manželce královně Nefertari. Rovněž jeho průčelí tvoří sochy vysoké až 10 m, v tomto případě jde o čtyři zpodobnění Ramesse II. a dvě Nefertari. Vchod ústí do síně se šesti pilíři, pokračuje příčnou síní a končí svatyní. Podobně jako Velký chrám je i Malý chrám orientován východozápadně. Jeho výzdoba je náboženská, hlavním motivem je královský manželský pár ve společnosti egyptských bohů.

## Přesun chrámů

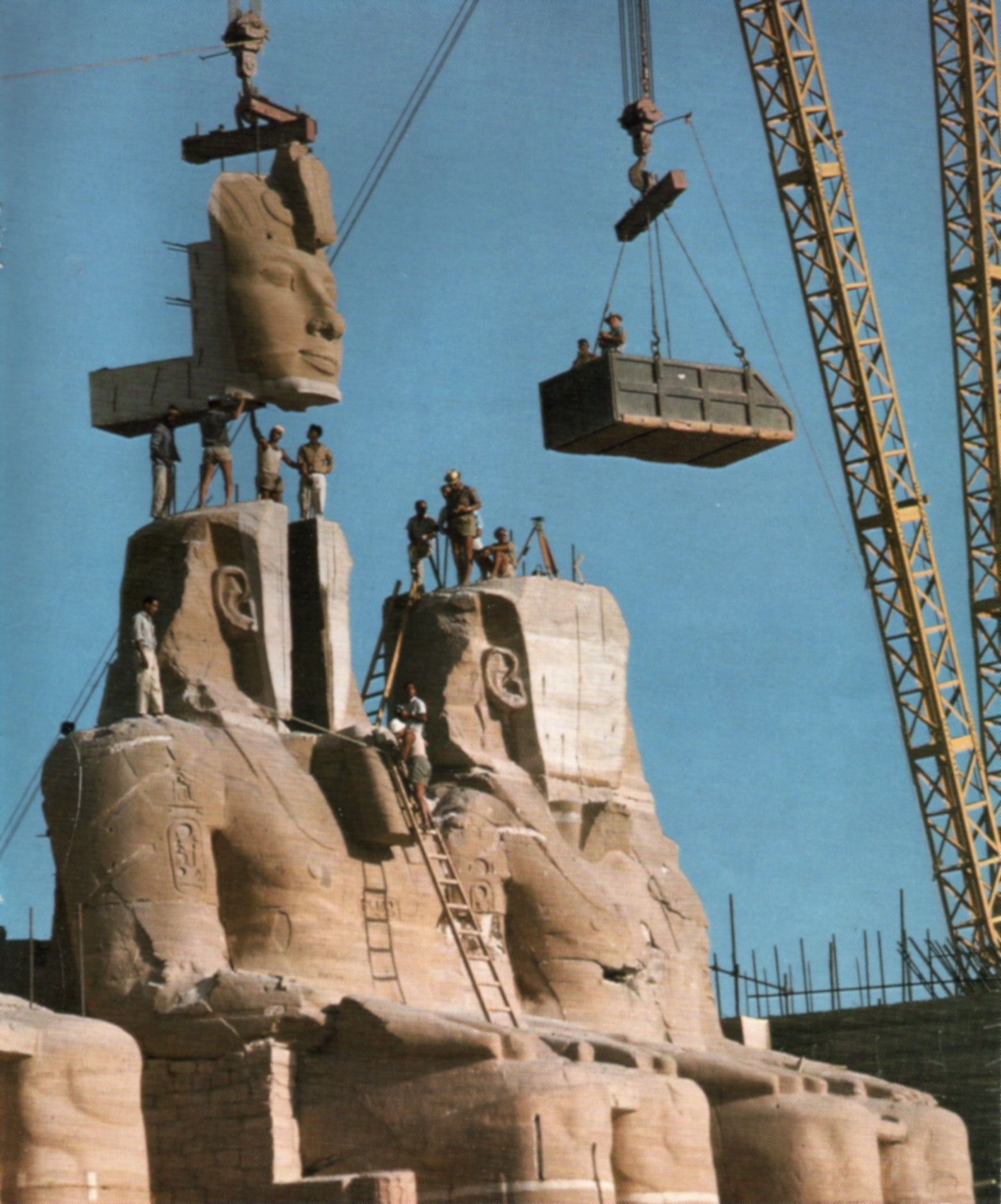
Sochy Ramesse II. při přesunu chrámů (1967)

Přípravy na relokaci a záchranu chrámů v Abú Simbelu před stoupajícími vodami Nilu kvůli plánované Velké asuánské přehradě započaly v roce 1959. Šlo především o vyhlášení mezinárodní dárcovské kampaně a vytvoření plánů přesunu. Samotný přesun pak probíhal v letech 1964 až 1968 a stál 42 milionů USD (o tuto částku se zasloužily především egyptská vláda a organizace UNESCO).
Všechny místní památky musely být rozřezány na velké bloky vážící až 30 tun (v průměru měly 20 tun), rozebrány, převezeny na novou lokaci o 65 metrů výše a tam znovu sestaveny. Mnohými je tento přesun dosud považován za největší počin archeologického inženýrství v historii.
Perličkou místních průvodců je upozorňování na chybu, ke které došlo při sestavování chrámu Ramesse II. Sluneční paprsek, který prochází jeho částí, dnes ukazuje rovnodennost s rozdílem jednoho dne oproti původní stavbě. Vzhledem k rozsahu celého projektu jde ovšem o chybu zcela nepatrnou.